# Dyer (Nevada)
Dyer es un lugar designado por el censo del Condado de Esmeralda, Nevada, con una población de 110 personas en el censo de 2000. Dyer se encuentra en la SR 264, cerca de la frontera de Nevada con California en Fish Lake Valley. Se puede llega por el aire gracias al Aeropuerto de Dyer.